# Pacula (kommun)
Pacula är en kommun i Mexiko.   Den ligger i delstaten Hidalgo, i den centrala delen av landet, 170 km norr om huvudstaden Mexico City.
Följande samhällen finns i Pacula:
- Pacula
- Jiliapan
- San Francisco
- Mixquiahuales
- El Aguacatito